# Jan Tichý (entomolog)
Jan Tichý (6. prosince 1890 Bukovina u Čisté – 3. května 1976 Bukovina u Čisté) byl český entomolog a muzejník, legionář, profesí učitel.

## Počátky pedagogické kariéry a působení v legiích
Po studiích na obecné a měšťanské škole vystudoval v letech 1907–1911 učitelský ústav v Praze, poté vyučoval na několika školách v okolí Sušice. Po vypuknutí 1. světové války nastoupil k 11. zemskému pěšímu pluku, již roku 1915 byl zajat na srbské frontě. Přihlásil se do československých legií v Rusku, kde se zařadil do 8. střeleckého pluku. V legiích skončil v hodnosti poručíka, do Čech se vrátil roku 1920.

## Další pedagogické působení a entomologická práce
V meziválečném období působil opět jako učitel na různých školách v okolí Sušice a Rakovníka, od roku 1935 žil a působil v Říčanech u Prahy, kde se roku 1939 stal řídícím učitelem a kde se po jeho odchodu do důchodu roku 1947 začal více projevovat jeho zájem o entomologii. Stal se dobrovolným spolupracovníkem muzea v Říčanech, kde společně s dalším dobrovolníkem Janem Petříčkem vytvořil přírodovědnou sbírku. Po smrti manželky roku 1965 se vrátil do rodného Karlova, který se stal součástí Bukoviny, a žil v rodině svého bratra, kde roku 1976 zemřel. Poslední léta svého života věnoval tvorbě entomologické sbírky muzea ve Vrchlabí.

## Entomologická práce
Kromě drobných publikací o hmyzu se Jan Tichý věnoval převážně sběru hmyzu. Jeho drobnější sběry se nachází v muzeích v Říčanech a ve Vrchlabí, zejména však v Národním muzeu, jemuž daroval 8500 exemplářů brouků. Po Janu Tichém je pojmenován střevlíkovitý brouk Pristonychus Tichy.

## Publikační činnost Jana Tichého
- Broučí farma na Rakovnicku. Krasci, in: Věstník Musejního spolku kral. města Rakovníka a polit. okresu rakovnického 1936, s. 44–47.
- Vzácnější brouci na Rakovnicku, in: Věstník Musejního spolku kral. města Rakovníka a polit. okresu rakovnického 1937, s. 90–94.
- Brouci rašelinných tůněk na Říčansku, in: Musejní zprávy Pražského kraje 4,1959 s. 92–93.
- O výskytu některých pozoruhodných brouků v Krkonoších, in: Opera corcontica 4,1967 s. 190–191.
- Význačnější nálezy brouků v Podkrkonoší, in: Zprávy československé entomologické společnosti 6,1970, s. 39–42.